# Circondario di Kati
Il circondario di Kati è un circondario del Mali facente parte della regione di Koulikoro. Il capoluogo è Kati.
All'interno del circondario è situata Bamako, la capitale nazionale, che però non ne fa parte essendo un'entità amministrativa autonoma.

## Geografia antropica

### Suddivisioni amministrative
Il circondario di Kati è suddiviso in 37 comuni:
- Baguinéda-Camp
- Bancoumana
- Bossofala
- Bougoula
- Daban
- Diago
- Dialakoroba
- Dialakorodji
- Diédougou
- Dio-Gare
- Dogodouman
- Dombila
- Doubabougou
- Faraba
- Kalabancoro
- Kalifabougou
- Kambila
- Kati
- Kourouba

- Mandé
- Moribabougou
- Mountougoula
- N'Gabacoro
- N'Gouraba
- N'Tjiba
- Niagadina
- Nioumamakana
- Ouélessébougou
- Safo
- Sanankoro Djitoumou
- Sanankoroba
- Sangarébougou
- Siby
- Sobra
- Tiakadougou-Dialakoro
- Tiélé
- Yélékébougou